# هوائية هيكلية

الجيوب المجاورة للأنف لدى الإنسان مثال على تكون الحجرات الهوائية في العظام.

الهوائية الهيكلية (بالإنجليزية: Skeletal pneumaticity)‏ هي تواجد فراغات هوائية في العظام، تنتج عادة خلال النمو بحفر العظام بواسطة الرتج الهوائي (أكياس هوائية) والذي ينشأ من فراغ مملوء بالهواء مثل الرئتين أو جوف الأنف. الحجيرات الهوائية مختلفة جدا بين الأفراد، والعظام التي لم تتشكل فيها الحجيرات الهوائية يمكن أن يحدث لها ذلك أثناء تطور الأمراض.

## حجيرات هواء الجمجمة
تظهر الحجيرات الهوائية العظمية في جماجم الثدييات، التمساحيات والطيور المنقرضة من رباعيات الأطراف، تم توثيق الحجرات الهوائية العظمية في الأركوصورات المنقرضة وتشمل الديناصورات والتيروصورات. يشمل الفراغ الهوائي الجيوب المجاورة للأنف و وبعض الخلايا الخشائية.

## حجيرات هوائية خلف القحف
توجد الحجيرات الهوائية خلف القحف بشكل كبير لدى مجموعات معينة من الأركوصورات وبشكل خاص الديناصورات، التيروصورات والطيور. الحجيرات الهوائية الفقرية شائعة بين ديناصورات سحليات الورك، وبعض الثيروبودات لديها تجويفات عظام منتشرة، على سبيل المثال أيروستيون ريوكلورادينسيس لديه تجاويف عظمية في الحرقفة، الفريقة وعظم الغاستراليوم. العديد من الطيور الحديثة تحتوي على تجاويف عظمية بشكل كثيف، تجاويف الهواء في العظام متصلة كيسي هواء الرئة:
| الأكياس الهوائية               | الجزء الهيكلي المجوف بأرتاجها                                                          |
| ------------------------------ | -------------------------------------------------------------------------------------- |
| أكياس هوائية عنقية             | فقارات العنق والصدر الداخلية                                                           |
| أكياس هوائية بطنية             | الفقرات العنقية الخلفية، العجز المركب، والقوائم الخلفية                                |
| أكياس هواء بين الترقوتين       | تشريح الطيور, لدى الطيور عظم صدر، العظم الغدافي، الترقوة، عظم الكتف والأطراف الأمامية. |
| أكياس هواء عنقية داخلية وخلفية | (تفتقر إلى الأرتاج)                                                                    |

إلا أن مدى الحجرات الهوائية العظمية يعتمد على الأفراد، مثلا: يكون نادرا في الطيور الغواصة مثل الغواص الذي يفتقر إلى التجاويف العظمية تماما.
الحجيرات الهوائية خلف القحف نادرة خارج الأركوصورات. ومن الأمثلة العظم اللامي في القردة العاوية سعدان العواء، والفقرات الظهرية في السمكة عظمية اللسان السمكة الفراشة. تم توثيق تجاويف عظمية طفيفة في مركز ورؤوس الأضلاع بواسطة رتج الظهر في الرئة لدى السلاحف البرية كذلك. فضلا، التجاويف العظمية بسبب الأمراض معروف حدوثها في الفقرة الأطلسية لدى البشر.